# Sremska ofenziva
Sremska ofenziva je bila ofenziva srbske vojske septembra 1914.
Po odmevni zmagi srbske vojske v Bitki na Ceru so zavezniki, prevsem Francozi in Rusi od nje zahtevali, naj izvede protinapad na avstro-ogrske položaje v Sremu.
General Radomir Putnik je takojšnji ofenzivi nasprotoval, saj se je zavedal, da bi njegova vojska nujno potrebovala počitek. Nikola Pašić, predsednik srbske vlade, pa zaradi velike ruske pomoči in podpore ofenzive ni želel preložiti. 
Konec avgusta 1914 so Srbi opogumljeni tudi zaradi odhoda oz. premestitve avstrijskega feldmaršallaljtnanta von Horsteina in njegovega 9. korpusa z jugovzhodne avstro-ogrske meje s Srbijo v Galicijo pripravili načrt za napad. V Vojvodini sta po odhodu 9. korpusa v Galicijo ostali namreč samo dve diviziji in nekaj manjših enot, ki so pokrivale Srem, vzhodni del Slavonije in del ozemlja v bližini Beograda. 
V noči med 5. in 6. septembrom 1914  je srbska 1. armada pod poveljstvom generala Bojovića prekoračila Savo in napadla Srem. 10. septembra so zasedli avstro-ogrsko obmejno mesto Zemun. Srbska vojska se je nato premaknila proti Fruški gori in prodrla do trideset kilometrov globoko na avstro-ogrsko ozemlje.
Zaradi srbskega napada so bili zaskrbljeni zlasti v Budimpešti. Zato so zahtevali učinkovit protinapad pod vodstvom Alfred Kraussa. 
Ta je prišel v Srem 10. septembra 1914. Zbral je ostanke domobranskih enot 9. in sosednjega 8. korpusa, iz njih sestavil tako imenovan kombiniran korpus in prevzel njegovo poveljstvo. Skupaj s 104. domobransko brigado je nato v zahodnem Sremu vzpostavil obrambno črto in ustavil prodiranje srbske Šumadijske divizije. Naslednji dan je Srbijo iz Bosne in Hercegovine napadel feldzeugmeister Oskar Potiorek in general Bojović se je moral pod ukazom Radomirja Putnika umakniti. Umiku so sicer nasprotovale srbske oblasti. 
Srbska vojska se je hitro reorganizirala in ustavila protiofenzivo, a se je 13. septembra povsem umaknila iz Srema. 
Krauss je nato konec septembra na več mestih prekoračil Savo in ponekod prodrl petnajst kilometrov globoko na srbsko ozemlje. Na napad je takoj odgovorila srbska 2. armada pod poveljstvom generala Stepe Stepanovića in ustavila avstrijski prodor. Vpad je napovedoval veliko avstro-ogrsko ofenzivo konec meseca novembra (Bitka na Kolubari).
Sremska ofenziva ni imela pomebnejše vloge na balkanskem bojišču. Na srbski strani je šlo bolj za moralno spodbudo, saj je srbska vojska prvič prešla v ofenzivo proti močnejšemu nasprotniku. Pri tem so imeli približno 6.000 onesposobljenih vojakov.